# Dichromodes indicataria
Dichromodes indicataria är en fjärilsart som beskrevs av Walker 1866. Dichromodes indicataria ingår i släktet Dichromodes och familjen mätare. Inga underarter finns listade i Catalogue of Life.